# Línea N26 (EMT Madrid)
La línea N26 de la Empresa Municipal de Transportes de Madrid es una línea nocturna que conecta la Plaza de Alonso Martínez con la estación de Aluche

## Características
Esta línea fue inaugurada la madrugada del 29 al 30 de septiembre de 2013 tras la supresión de los búhometros, realizando parte del recorrido de la línea 5 del Metro. En concreto el recorrido que realiza es aquel comprendido entre las estaciones de Alonso Martínez y Aluche del Metro.

## Horarios
| Domingos a jueves y festivos           |                          |                          |                          |                          |                          |                          |                          |                          |                          |                          |                          |                          |                          |                          |                          |
| Alonso Martínez > Aluche               | Alonso Martínez > Aluche | Alonso Martínez > Aluche | Alonso Martínez > Aluche | Alonso Martínez > Aluche | Alonso Martínez > Aluche | Alonso Martínez > Aluche | Alonso Martínez > Aluche | Aluche > Alonso Martínez | Aluche > Alonso Martínez | Aluche > Alonso Martínez | Aluche > Alonso Martínez | Aluche > Alonso Martínez | Aluche > Alonso Martínez | Aluche > Alonso Martínez | Aluche > Alonso Martínez |
| 00                                     | 01                       | 02                       | 03                       | 04                       | 05                       | 06                       | 07                       | 23                       | 00                       | 01                       | 02                       | 03                       | 04                       | 05                       | 06                       |
| 00 35                                  | 10 45                    | 20 55                    | 30                       | 05 40                    | 15                       |                          |                          | 40                       | 15 50                    | 25                       | 00 35                    | 10 45                    | 20                       | 00 45                    |                          |
| Viernes, sábados y vísperas de festivo |                          |                          |                          |                          |                          |                          |                          |                          |                          |                          |                          |                          |                          |                          |                          |
| Alonso Martínez > Aluche               | Alonso Martínez > Aluche | Alonso Martínez > Aluche | Alonso Martínez > Aluche | Alonso Martínez > Aluche | Alonso Martínez > Aluche | Alonso Martínez > Aluche | Alonso Martínez > Aluche | Aluche > Alonso Martínez | Aluche > Alonso Martínez | Aluche > Alonso Martínez | Aluche > Alonso Martínez | Aluche > Alonso Martínez | Aluche > Alonso Martínez | Aluche > Alonso Martínez | Aluche > Alonso Martínez |
| 00                                     | 01                       | 02                       | 03                       | 04                       | 05                       | 06                       | 07                       | 23                       | 00                       | 01                       | 02                       | 03                       | 04                       | 05                       | 06                       |
| 00 20 40                               | 00 15 30 45              | 00 15 30 45              | 00 15 30 45              | 00 15 30 45              | 00 20 45                 | 15                       | 00                       | 30 55                    | 20 40                    | 00 20 35 50              | 05 20 35 50              | 05 20 35 50              | 05 20 35 50              | 10 30 50                 | 15                       |
| Sólo sábados y vísperas de festivo     |                          |                          |                          |                          |                          |                          |                          |                          |                          |                          |                          |                          |                          |                          |                          |

## Recorrido y paradas

### Sentido Aluche
| Código | Parada                                | Común con                          | Conexiones con Metro y Cercanías | Otros |
| ------ | ------------------------------------- | ---------------------------------- | -------------------------------- | --- |
| 491    | ALONSO MARTÍNEZ (C/ Almagro, 4)       | N25                                | Alonso Martínez                  | |
| 61     | Castellana-Ministerio Interior        | N1 N22 N24 N25                     |                                  | |
| 63     | Colón                                 | N1 N22 N24 N25                     | Colón                            | |
| 5626   | Biblioteca Nacional                   | N1 N22 N23 N24 N25                 | Recoletos                        | |
| 73     | Cibeles                               | N23 N25                            | Banco de España                  | Líneas N1, N2, N3, N4, N5, N6, N7, N8, N9, N10, N11, N12, N13, N14, N15, N16, N17, N18, N19, N20, N21, N22, N23, N24, N25, N26 y Exprés Aeropuerto (N27) |
| 77     | Neptuno                               | N9 N10 N11 N12 N13 N14 N15 N17 N25 |                                  | |
| 79     | Museo del Prado-Jardín Botánico       | N9 N10 N11 N12 N13 N14 N15 N17 N25 |                                  | |
| 81     | Prado-Atocha                          | N9 N10 N11 N12 N13 N14 N15 N17 N25 | Estación del Arte                | |
| 1920   | Antón Martín                          |                                    | Antón Martín                     | |
| 1918   | Benavente                             |                                    |                                  | |
| 913    | Plaza Mayor                           |                                    |                                  | |
| 545    | La Latina                             |                                    | La Latina                        | |
| 547    | Toledo-Humilladero                    |                                    |                                  | |
| 594    | Puerta de Toledo                      |                                    | Puerta de Toledo                 | NC1 NC2 |
| 914    | Toledo-Pasillo Verde                  |                                    |                                  | |
| 916    | Pirámides                             |                                    | Pirámides                        | |
| 329    | Marqués de Vadillo                    |                                    | Marqués de Vadillo               | |
| 5624   | General Ricardos-Iglesia              |                                    |                                  | |
| 4239   | General Ricardos-Comandante Fontanes  |                                    |                                  | |
| 5560   | General Ricardos-Camino Viejo Leganés |                                    |                                  | |
| 3032   | Urgel                                 |                                    | Urgel                            | |
| 337    | Clarisas                              |                                    |                                  | |
| 4078   | Oporto                                |                                    | Oporto                           | N16 N17 |
| 2547   | Oca-Matilde Hernández                 | N16                                |                                  | |
| 3715   | Vista Alegre                          |                                    | Vista Alegre                     | |
| 4528   | Carabanchel-Hospital Militar          | N17                                | Carabanchel                      | |
| 1151   | Guabairo                              | N17                                |                                  | |
| 5881   | Metro Eugenia de Montijo              |                                    | Eugenia de Montijo               | |
| 4881   | Nuestra Señora de la Luz              |                                    |                                  | |
| 570    | Ocaña                                 |                                    |                                  | |
| 4543   | Ocaña-Diamante                        |                                    |                                  | |
| 2277   | Aluche                                |                                    |                                  | |
| 5064   | ALUCHE (Intercambiador)               | N18                                | Aluche                           | |

### Sentido Alonso Martínez
| Código | Parada                                | Común con                          | Conexiones con Metro y Cercanías | Otros |
| ------ | ------------------------------------- | ---------------------------------- | -------------------------------- | --- |
| 5064   | ALUCHE (Intercambiador)               | N18                                | Aluche                           | |
| 4544   | Ocaña-Diamante                        |                                    |                                  | |
| 571    | Ocaña                                 |                                    |                                  | |
| 4705   | Nuestra Señora de la Luz              |                                    |                                  | |
| 4706   | Metro Eugenia de Montijo              |                                    | Eugenia de Montijo               | |
| 589    | Guabairo                              | N17                                |                                  | |
| 590    | Carabanchel-Hospital Militar          |                                    | Carabanchel                      | |
| 3716   | Vista Alegre                          |                                    | Vista Alegre                     | |
| 2548   | Oca-Matilde Hernández                 | N16                                |                                  | |
| 340    | Oporto                                |                                    | Oporto                           | N16 N17 |
| 338    | Clarisas                              |                                    |                                  | |
| 336    | Urgel                                 |                                    | Urgel                            | |
| 334    | General Ricardos-Camino Viejo Leganés |                                    |                                  | |
| 5625   | General Ricardos-Comandante Fontanes  |                                    |                                  | |
| 331    | General Ricardos-Iglesia              |                                    |                                  | |
| 330    | Marqués de Vadillo                    |                                    | Marqués de Vadillo               | |
| 917    | Pirámides                             |                                    | Pirámides                        | |
| 915    | Toledo-Santa Casilda                  |                                    |                                  | |
| 593    | Puerta de Toledo                      | N16                                | Puerta de Toledo                 | NC1 NC2 |
| 548    | Toledo-Humilladero                    |                                    |                                  | |
| 546    | La Latina                             |                                    | La Latina                        | |
| 1919   | Tirso de Molina                       |                                    | Tirso de Molina                  | |
| 1921   | Antón Martín                          |                                    | Antón Martín                     | |
| 82     | Prado-Atocha                          | N9 N10 N11 N12 N13 N14 N15 N17 N25 | Estación del Arte                | |
| 5511   | Museo del Prado-Jardín Botánico       | N9 N10 N11 N12 N13 N14 N15 N17 N25 |                                  | |
| 78     | Neptuno                               | N9 N10 N11 N12 N13 N14 N15 N17 N25 |                                  | |
| 72     | Cibeles-Casa de América               | N1 N4 N22 N24 N25                  | Banco de España                  | Líneas N1, N2, N3, N4, N5, N6, N7, N8, N9, N10, N11, N12, N13, N14, N15, N16, N17, N18, N19, N20, N21, N22, N23, N24, N25, N26 y Exprés Aeropuerto (N27) |
| 65     | Biblioteca Nacional                   | N1 N4 N22 N23 N24 N25              | Recoletos                        | |
| 1232   | Metro Colón                           | N23 N25                            | Colón                            | |
| 491    | ALONSO MARTÍNEZ (C/ Almagro, 4)       | N25                                | Alonso Martínez                  | |